# Simpulum

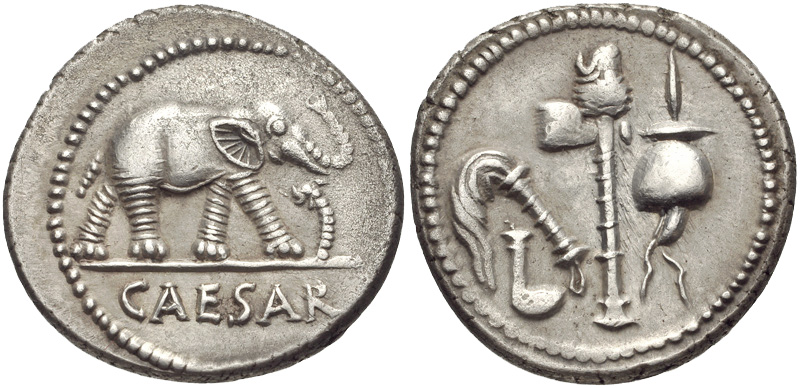
Denar Caesars, auf dem Revers priesterliches Gerät, links unten ein Simpulum.

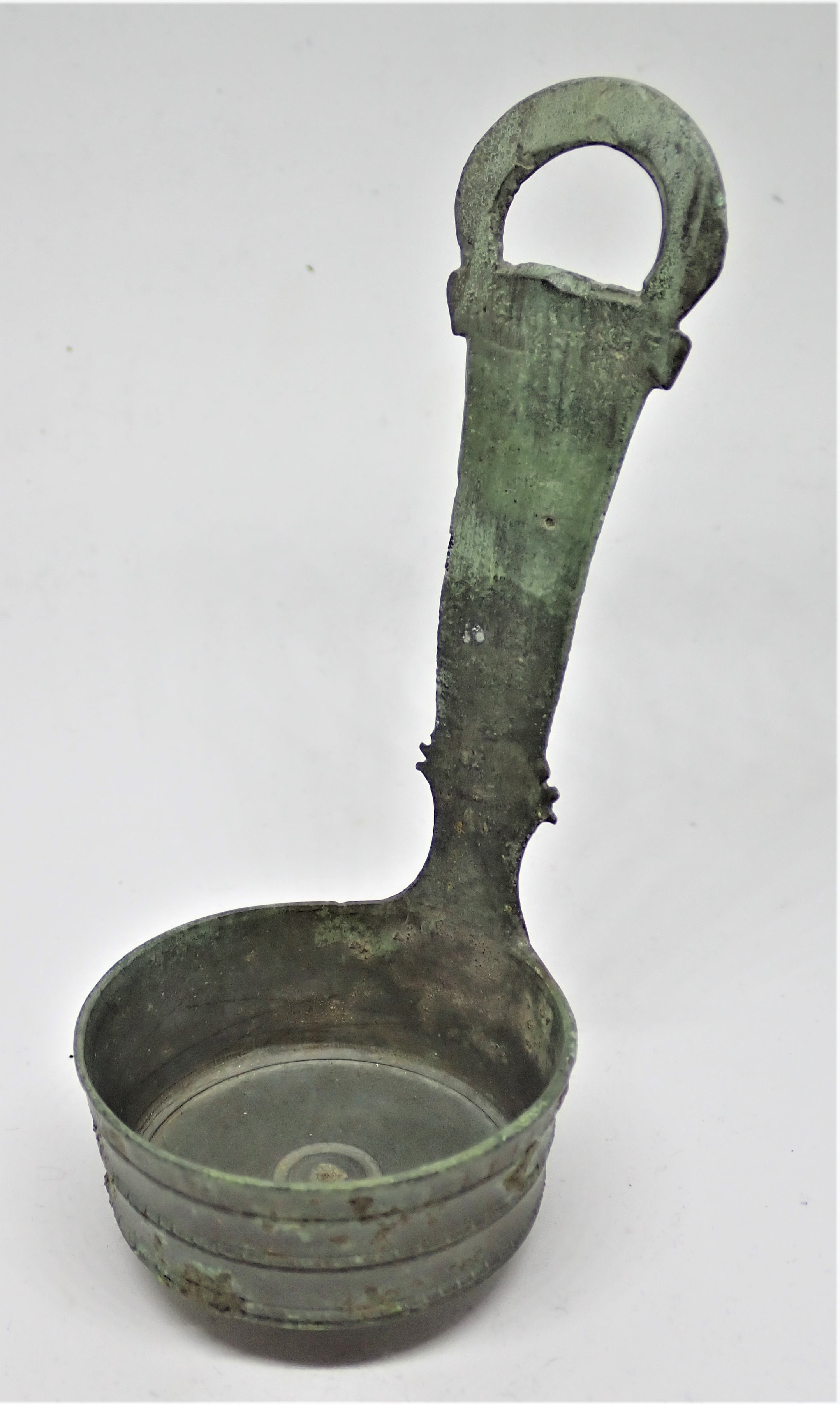
Römisches Simpulum aus Bronze mit Standring zum Hinstellen

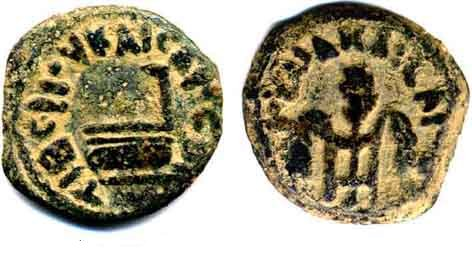
Pruta des Pontius Pilatus mit Simpulum (links)

Das Simpulum (auch Simpuvium oder Simpuium) ist in der römischen Religion eine Schöpfkelle, vorwiegend aus Keramik, die den römischen Priestern und den Vestalinnen dazu diente, beim Opfer den Wein auf die Opferschale zu gießen.
Es handelt sich um ein archaisches Gerät. Im täglichen Leben fand für den Zweck der griechische Kyathos Verwendung.
Als Teil der priesterlichen Gerätschaften wurde es häufig auf Münzen abgebildet, um auf die Beziehung des Münzherrn zum Staatskult hinzuweisen.